# Деріївка
Дері́ївка — село в Україні, в Онуфріївській селищній громаді Олександрійського району Кіровоградської області. Колишній центр сільської ради.
Розташоване на правому березі Дніпра при впадінні річки Омельник, за 30 км на північний схід від районного центру.
Населення — 806 осіб на 2021 рік.
Село стало відоме завдяки розкопкам Деріївського могильника — одного з центрів середньостогівської культури. Велика кількість знайдениї у ньому кінських кісток, а також череп коня, який вочевидь використовували в ритуальних цілях, дозволили припустити, що саме середньостогівці першими в історії приручили коня. Розкопки вказують на Деріївку, як місцевість де вперше в історії людства було приручено коня. Подальші дослідження цю гіпотезу, щоправда, не підтвердили, але можливо, що місцеві мешканці не лише полювали на коней, а й випасали їх у напівдикому стані, без загнуздання — заради їхнього м'яса.
Залишки коней, що могли бути одомашнені знайдені також на стоянках з Муліна та Давлеканова, що на Уралі, датованих ранішим періодом (7-6 тисячоліть до н. е.). На жаль, докладні дослідження поблизу Деріївки наразі неможливі.

## Історія
Село засновано наприкінці XVII сторіччя і спочатку було відоме як Дереївська слобода (інколи зустрічається у записах як Дереївка).
24 грудня 1751 року, згідно з указом імператриці Єлизавети Петрівни на територію Кіровоградщини були переселені серби з Угорського королівства, що належало до складу Австрійської імперії.
Відтоді розпочинається історія військово-землеробської колонії Нової Сербії. Створена для оборони Південної України від нападів турків і кримських татар, Нова Сербія становила собою низку захищених земляними укріпленнями (шанцями) поселень. Кожний з двох новосербських поселенських полків складався з 20 рот, які займали визначені ділянки території з ротними поселеннями у центрі.
Переселенцям було дозволено перейменовувати на свій лад відведені їм селища. Багатьом ротним поселеленням, на згадку про батьківщину, переселенці дали назви своїх рідних місць, завдяки чому можна встановити географію витоків новосербських колоністів.
Таки чином село Деріївка було ротними поселеннями (шанця 6-ї роти пандурського полку) Нової Сербії, і під час існування Нової Сербії (1752–1764) мало назву Вілагош — на честь батьківщини переселенців (зараз Румунія; назва в перекладі з угорської означає «світле» або «мирне»).
1776 р. генерал-губернатор Новоросії князь Г. О. Потьомкін видав розпорядження замінити іноземні назви колишніх новосербських шанців.
Згодом село належало до Куцеволівської волості. Станом на 1886 рік у селі мешкало 3363 осіб, 583 двори, 1 православна церква, етапне приміщення, поштова станція, 4 лавки, 3 ярмарки.
За переписом 1897 року кількість мешканців зросла до 4355 осіб (2214 чоловічої статі та 2141 — жіночої), з яких 4322 — православної віри.
У ніч на 31 серпня поблизу села Деріївки між Ворсклою і Пслом частини 17-ї німецької армії переправилися на лівий берег і захопили плацдарм. Тут оборону тримала лише одна стрілецька дивізія, а на ділянці форсування — один стрілецький полк.

## Населення
Згідно з переписом УРСР 1989 року чисельність наявного населення села становила 1449 осіб, з яких 620 чоловіків та 829 жінок.
За переписом населення України 2001 року в селі мешкала 1141 особа.

### Мова
Розподіл населення за рідною мовою за даними перепису 2001 року:
| Мова       | Чисельність | Відсоток |
| ---------- | ----------- | -------- |
| українська | 1082        | 94,83%   |
| російська  | 51          | 4,46%    |
| білоруська | 4           | 0,35%    |
| румунська  | 2           | 0,18%    |
| грецька    | 1           | 0,09%    |
| інші       | 1           | 0,09%    |
| Усього     | 1141        | 100%     |

## Археологічні розкопки
Під селом виявлено поховання дніпро-донецької культури маріупільського типу.
У 1952—1962 рр. поблизу с. Деріївка внаслідок археологічних розкопок Дереївського могильника під керівництвом Дмитра Телегіна виділено один із центрів історико-культурної спільності — середньостогівську культуру, окрім того ще два поховання, пов'язані з Дніпро-Донецькою культурою. Поблизу села — поселення бронзової доби, розкопане Шарафутдиновою 1974 року.
Під час розкопок було знайдено найбільшу кількість кінських кісток, датованих 4 тис. до н. е. На зубах деяких екземплярів спостерігались сліди пошкоджень, які можуть свідчити, що вони були залишені уздою. Археологічні дані дали змогу американській дослідниці Марії Ґімбутас зробити висновок, що в цій місцевості вперше в історії людства було приручено коня. Згідно з курганною гіпотезою, висунутою Марією Ґімбутас, Деріївка (Dereivka) як один з центрів середньостогівської культури є батьківщиною пра-індоєвропейців. Щодо відмінної гіпотези, див. Ботайська культура (Казахстан).
6000 років тому, з цієї місцевості індоєвропейські мови досить швидко, завдяки більшій мобільності кіннотників, поширювалися на Схід, на Захід, на Північ і на Південь. Проте, згідно з іншими теоріями, носії середньостогівської культури є предками не всіх індо-європейців, а лише індо-аріїв.
Зараз Деріївський могильник, як і частина села Деріївка — куток Колодівка — вже понад 40 років покояться під водами штучного Кам'янського водосховища.

## Інфраструктура села
У Дереївській середній школі навчається 160 учнів і працює 21 вчитель.
В селі діють будинок культури та бібліотека, фельдшерсько-акушерський пункт та 3 магазини, а також дві турбази і дві риббази.
Є футбольна команда «Граніт»
Народний хор «Берегиня»

## Сільське господарство
Основними землекористувачами в селі є:
- СТОВ «Придніпров'я» — 1504,2 га,
- ТОВ «Еліта Придніпров'я» — 290,3 га,
- СФГ Агрофірма «Славутич» — 341 га та інші.

Всього по сільській раді задіяно 2743 га ріллі.

## Промислові об'єкти
Деріївське родовище граніту розташоване у північно-західній частині с. Деріївка за 3 км на правому березі Дніпра.
До 1997 року розроблялося Деріївським каменеподрібнювальним заводом.
Представлене гранітом та габро.
Поряд з наявним кар'єром за 5 км на південний схід розташоване перспективне родовище (Червоні камені) рожевого граніту та габро, які тут виходять на поверхню.